# المعهد الوطني للإحصاء (تونس)
المعهد الوطني للإحصاء مؤسسة عمومية تونسية لا تكتسي صبغة إدارية في ميدان الإحصاء. وهو يعطي الإحصائيات الرسمية في تونس.

## المهام
- تزويد الإدارات العمومية والمؤسسات الاقتصادية والمنظمات ووسائل  الإعلام والباحثين وسائر المواطنين بالمعلومات الإحصائية المتعلقة بمختلف  المجالات.
- جمع المعلومات الإحصائية الخاصة بالبلاد ومعالجتها وتحليلها ونشرها بالتنسيق مع الهياكل العمومية الأخرى للإحصاء.
- القيام بتنفيذ التعدادات السكانية والمسوح الديموغرافية  والاجتماعية والاقتصادية وإعداد الإحصائيات المستخرجة من مختلف السجلات  الإدارية.
- تنظيم التوثيق الإحصائي الوطني المتعلق بالنشاط التنموي وذلك  بتجميع المعطيات المنتجة من قبل مختلف مكونات المنظومة الوطنية للإحصاء.
- التنسيق الفني للأنشطة الإحصائية العمومية بالخصوص من خلال  إعداد الطرق والآليات الإحصائية المستعملة داخل البلاد ومقاربتها مع  مثيلاتها في الخارج (المصطلحات، المناهج الإحصائية، المواصفات،  التصانيف...)
- تنظيم التعاون الدولي في ميدان الإحصاء بين المعهد وعدة  جهات أجنبية ويعتبر هذا التعاون عاملا أساسيا في تطوير العمل الإحصائي وأداة مميزة في تنسيق النشاط الإحصائي والتوافق مع الطرق والمصطلحات  الإحصائية المتعامل بها دوليا وتبادل الخبرات في مختلف الميادين  الإحصائية.

## الأنشطة

### الإحصائيات الديموغرافية والاجتماعية
- إنجاز التعدادات العامة للسكان والسكنى (آخر تعداد سنة 2014)
- تحيين إحصائيات السكان والحالة المدنية.
- المسح الوطني حول السكان والتشغيل.
- المسح الوطني حول التشغيل (سنوي منذ سنة 2002)
- الإسقاطات السكانية.
- المسح الوطني حول استهلاك الأسر.
- مؤشرات البنية الأساسية.

### الإحصائيات الاقتصادية
- السجل الوطني للمؤسسات.
- المسح السنوي حول أنشطة المؤسسات.
- الحسابات القومية السنوية.
- الحسابات القومية الثلاثية.
- إحصائيات التجارة الخارجية.
- مؤشر أسعار الاستهلاك.
- مؤشر الإنتاج الصناعي.
- مؤشر أسعار البيع عند الإنتاج الصناعي.
- المسح السنوي حول الاستثمار.

### التنسيق الإحصائي
- الكتابة القارة للمجلس الوطني للإحصاء.
- التنسيق الفني الإحصائي :  المصطلحات، التصانيف ،المواصفات المناهج.